# Miracle Girl
《Miracle Girl》（日语：ミラクル·ガール）是日本女歌手永井真理子的第4張專輯。1989年5月24日由Fan House發行。

## 概要
《Miracle Girl》部分歌曲的作詞是由後來與聲優高山南組成音樂組合TWO-MIX的音樂製作人永野椎菜擔任。還有，由永野負責作詞的歌曲都由辛島美登里負責作曲。
表題專輯歌曲「Miracle Girl」（曾經被日本電視台電視動畫《YAWARA！》選為片頭主題曲使用）並沒有在這張專輯收錄。但是在同年10月1日以單曲的形式發行之後，翌年1990年4月18日發行的第5張個人專輯《Catch Ball》則有收錄。
「Keep On “Keeping On”」後來1993年也在作曲人辛島美登里的專輯『BEAUTIFUL』收錄，1999年的專輯《RHYTHM FORMULA》收錄了TWO-MIX她們兩人的翻唱版本，歌名改成叫「KEEP ON "KEEPING ON" CUSTOM」。

## 收錄歌曲
所有歌曲由根岸貴幸編曲。
1. TIME -Song for GUNHED-
  - 作詞：亞伊林，作曲：馬場孝幸（日语：馬場孝幸）
  - 由於獲選為電影《GUNHED（日语：ガンヘッド）》的主題歌，因此以「Song for GUNHED」的副標題追加。
2. - 作詞：淺田有理，作曲：北野誠
3. 風
  - 作詞：亞伊林，作曲：谷口守
4. 50/50（Fifty Fifty）
  - 作詞：永野椎菜，作曲：辛島美登里（日语：辛島美登里）
  - 永井加入永野椎菜、高山南的音樂組合－ES CONNEXION時期，在1994年發行唯一專輯《RHYTHMIX》由她自己重新翻唱的歌曲。
5. 秘密物
  - 作詞：永井真理子，作曲：谷口守
6. Ready Steady Go！
  - 作詞：亞伊林，作曲：前田克樹（日语：前田克樹）
  - 日本佳速航空'89 夏天 沖繩、珊瑚島 活動廣告歌曲
7. 市場行
  - 作詞：淺田有理，作曲：北野誠
8. Bicycle Race
  - 作詞：永井真理子、亞伊林，作曲：西岡千惠子
9. 悲
  - 作詞：亞伊林，作曲：谷口守
  - 單曲「Ready Steady Go！」的B面歌曲
  - TBS電視劇主題歌
10. Keep On "Keeping On"
  - 作詞：永野椎菜，作曲：辛島美登里